# Estação Castle Frank

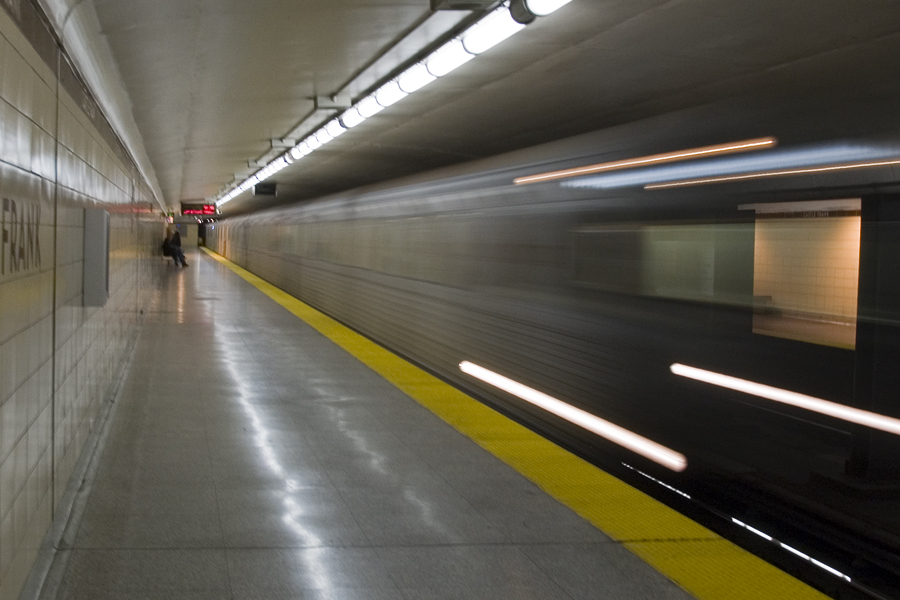

Castle Frank é uma estação do metrô de Toronto, localizada na linha Bloor-Danforth. Localiza-se no cruzamento da Bloor Street com a Castle Frank Road. Castle Frank possui um terminal de ônibus integrado, que atende duas linhas de superfície da Toronto Transit Commission. O nome da estação provém da Castle Frank Road, a rua norte-sul onde a entrada da estação está localizada.